# Gephyromantis webbi
Espèce
Synonymes
- Rhacophorus webbi Grandison, 1953
- Mantidactylus webbi (Grandison, 1953)

Statut de conservation UICN

 EN B1ab(iii)+2ab(iii) : En danger
Gephyromantis webbi est une espèce d'amphibiens de la famille des Mantellidae.

## Répartition
Cette espèce est endémique du Nord-Est de Madagascar. Elle se rencontre du niveau de la mer jusqu'à 100 m d'altitude dans la baie d'Antongil ainsi que sur l'île de Nosy Mangabe,.

## Description

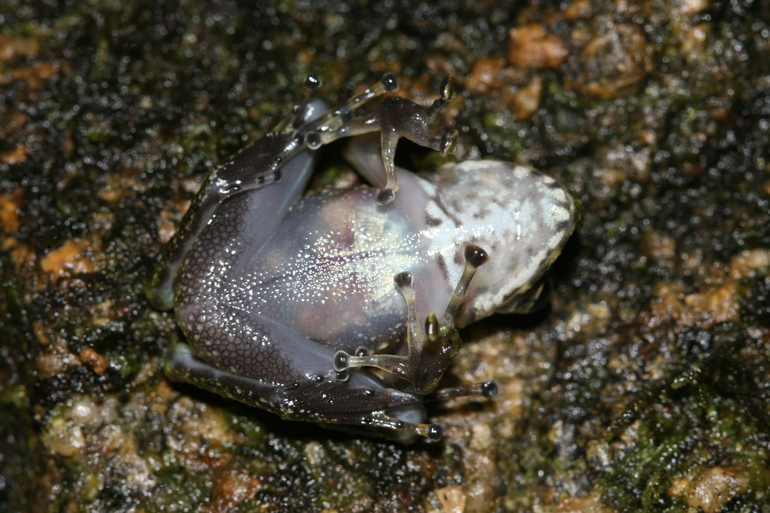
Gephyromantis webbi, face ventrale

Gephyromantis webbi mesure environ de 22 à 28 mm pour les mâles et de 28 à 33 mm pour les femelles. Son dos, vert avec des taches sombres de forme irrégulière et deux ou trois bandes transversales foncées, lui donne l'aspect d'une pierre recouverte de mousse et lui assure un camouflage vis-à-vis de ses prédateurs. Son ventre est blanchâtre ; sa gorge présente quelques taches de couleur foncée. Ses pattes arrière sont barrées de sombre. La peau de son dos est légèrement granuleuse. Les mâles ont des glandes fémorales et une paire de sacs vocaux de couleur blanche.

## Étymologie
Cette espèce est nommée en l'honneur de Cecil Stanley Webb (1895-).

## Publication originale
- Grandison, 1953 : A new species of rhacophorid frog from Madagascar. Annals and Magazine of Natural History, sér. 12, vol. 6, p. 855-856.